# Ensenada de Valdevaqueros
Ensenada de Valdevaqueros är en vik i Spanien.   Den ligger i provinsen Provincia de Cádiz och regionen Andalusien, i den södra delen av landet, 500 km söder om huvudstaden Madrid.